# 藤枝市立瀬戸谷小学校
藤枝市立瀬戸谷小学校（ふじえだしりつせとやしょうがっこう）とは、静岡県藤枝市に所在する公立小学校である。藤枝市の約3分の1の地域が学区である。

## 学区
- 瀬戸ノ谷
- 本郷
- 滝沢
- 宮原の一部

## 中学校区
- 藤枝市立瀬戸谷中学校

## 学校教育目標
たくましく なかよく 伸びる子
- たくましく　困難を乗り越え、目標に挑戦し、自己を高めること
- なかよく　まわりの人と関わり合い、思いやりの心をもって共に高めること

### 重点目標
自分らしさを発揮する子

## 周辺
- 藤の瀬会館瀬戸谷総合管理センター
- JA大井川瀬戸谷